# Douglas Johansson
Sten Gunnar Douglas Johansson (* 31. Januar 1960 in Solna, Schweden) ist ein schwedischer Schauspieler.

## Leben
Nach seinem Schulabschluss begann er von 1977 bis 1979 an der schwedischen Theaterschule Calle Flygare Teaterskola in Stockholm eine Schauspielausbildung. Um sein tänzerisches Talent auszubauen, ging er anschließend von 1978 bis 1983 an die Stockholmer Ballettakademien und belegte zusätzlich von 1979 bis 1983 am Stockholmer Herman-Howell-Tanzstudio verschiedene Kurse. Von 1984 bis 1987 war er an der Theaterhochschule Stockholm (Teaterhögskolan i Stockholm). Johanson hatte 1988 mit der schwedischen Fernsehserie Xerxes sein erstes Debüt im Film und Fernsehen. Ab 1990 wirkte er regelmäßig bei vielen schwedischen Filmen und Fernsehproduktionen als Schauspieler mit. Seine bekannteste Rolle hat Johansson bisher in der schwedischen Filmreihe Mankells Wallander als Polizist Jan Martinsson.

## Filmografie (Auswahl)
- 1988: Xerxes
- 1990: Honungsvargar
- 1992: Hassel – Botgörarna
- 1996: Jerusalem
- 1996: Skilda världar (Fernsehserie)
- 1997: Tic Tac
- 1997: Emma åklagare
- 1997: Ogifta par
- 1998: Commander Hamilton (Hamilton)
- 1998: Pistvakt – en vintersaga
- 1998: Kommissar Beck: Heißer Schnee
- 1999: Jakten på en mördare
- 1999: Eva und Adam (Eva och Adam)
- 1999: Mitt i livet
- 2000: Livet är en schlager
- 2000: Brottsvåg
- 2001: Kaspar i Nudådalen (Fernseh-Weihnachtsserie)
- 2001: Eva und Adam – Vier Geburtstage und ein Fiasko
- 2004: Die Rache des Tanzlehrers (Danslärarens återkomst) (TV)
- 2005: Van Veeteren – Das vierte Opfer (Borkmanns punkt)
- 2005: Rosas Leben (Livet enligt Rosa)
- 2005–2010 Mankells Wallander als Jan Martinsson (Filmreihe)
- 2006: Kronprinzessin (Kronprinsessan)
- 2007: Arn – Der Kreuzritter (Arn: Tempelriddaren)
- 2007: August (Fernsehfilm)
- 2007: Rosas Traum (Rosa: The Movie)
- 2008: Verdict Revised – Unschuldig verurteilt (Oskyldigt dömd) (Fernsehserie)
- 2008: Livet i Fagervik (Fernsehserie)
- 2009: Hotell Kantarell
- 2012: The Impossible – Nichts ist stärker als der Wille zu überleben
- 2020: Der Kommissar und das Meer (Fernsehserie – Episode 28)